# Johann Wilhelm Bredenkamp
Johann Wilhelm Bredenkamp (* 28. Juli 1798 in Bremen; † 27. Juli 1859 in Interlaken) war ein deutscher Jurist und Bremer Senator.

## Biografie
Bredenkamp war der Sohn des Kaufmanns und Ältermann Conrad Justus Bredenkamp (1747–1824) und seiner Frau Margarethe Henriette (1772–1852).
 
Er heiratete Henriette Abegg (1803–1881), Tochter des Senators Johann Friedrich Abegg; beide hatten fünf Kinder.
Er studierte ab 1820 Rechtswissenschaften an der Universität Göttingen. In Göttingen promovierte er 1823 zum Dr. jur. 

Er war danach als Advokat und Sachführer in Bremen tätig.

Von 1845 bis 1859 (†) war er als Nachfolger von Diederich Meier Bremer Senator.
Die Straße Am Bredenkamp in Bremen-Mitte wurde 1869 nach ihm benannt.